# Bing (efternamn)
Bing är ett efternamn som finns i flera länder och som bärs av flera orelaterade släkter. Förnamnet Bing används av både män och kvinnor.
Offentlig statistik tillgänglig 2014 ger följande upplysningar om bosatta i Skandinavien
- Personer med efternamnet: Sverige 113, Danmark 104, Norge 86, Finland under 5

Efternamnet Bing bärs i Sverige med något undantag av personer med svenska eller skandinaviska förnamn. Det har i obetydlig utsträckning använts som svenskt soldatnamn.

## Personer med efternamnet Bing
- Anders Bing (1525–1589), skånsk adelsman, danskt riksråd
- Anine Bing (född 1982), dansk fotomodell, designer och sångerska
- Anton Bing (1849–1926), dansk agronom
- Carmella Bing (född 1981), amerikansk porrskådespelerska
- Herman Bing (1889–1947), tysk skådespelare
- Jens Bing, flera personer
  - Jens Bing (1681–1751), dansk  läkare
- Jens Vilhelm Bing (1707–1754), dansk läkare
- Jon Bing (1944–2014), norsk professor i rättsinformatik och science fiction-författare
- Just Bing, flera personer
  - Just Bing (präst) (1718–1765), dansk präst
  - Just Bing (litteraturhistoriker) (1866–1954), norsk litteraturhistoriker
- Kristian Magdalon Bing (1862–1935), norsk jurist och bergsklättrare
- Lars Hess Bing (1761–1819), norsk topograf
- Meyer Hermann Bing (1807–1883), dansk industriman
- Nicolai Christian Bing (1835–1899), norsk ingenjör
- Siegfried Bing (1838–1905), tysk-fransk konsthandlare
- Bing Xin (1900–1999), kinesisk författare

## Fiktiva personer
- Chandler Bing, rollfigur i amerikanska TV-serien Vänner, spelad av Matthew Perry

## Personer för vilka biografiska artiklar saknas
Ett större antal länkar till oskrivna personartiklar har genom åren lagts in i denna artikel. Då antalet av dessa överstiger antalet länkar till skrivna artiklar, har de här skilts ut i ett eget avsnitt. 
- Bertel Bing (1874–1947), dansk journalist och redaktör
- Dave Bing (född 1943), amerikansk basketbollspelare
- Frederik Bing (1839–1912), dansk näringslivsman
- Gertrud Bing (1892–1964), tysk konsthistoriker
- Harald Bing (1848–1924), dansk fabrikör och politiker
- Hermann Meyer Bing (1845–1896), dansk näringslivsman och politiker, medgrundare av Politiken
- Ilse Bing (1899–1998), tysk-amerikansk fotograf
- Jacob Herman Bing (1811–1896), dansk fabrikör
- Jacob Martin Bing (1833–1903), dansk näringslivsman
- Jens Bing (1906–1980), dansk läkare
- Jørgen Bing (född 1956), dansk skådespelare
- Kai Bing (1880–1960), dansk advokat
- Max Bing (1885–1945), tysk skådespelare
- R.H. Bing (1914–1986), amerikansk matematiker
- Robert Bing (1878–1956), tysk-schweizisk neurolog
- Rudolf Bing (1902–1997), brittisk operachef
- Simon Bing (1517–1581), lantgrevlig hessisk politiker